# 桃瀬ゆうな
桃瀬ゆうな（ももせ　ゆうな、1987年2月2日 - ）は、日本のAV女優。

## 人物・プロフィール
- 出身地：東京都
- 身長：166cm
- スリーサイズ：B88cm、W53cm、H87cm

## 略歴
- 2005年に『AVヴァージン恥じらいFUCK 桃瀬ゆうな』でAVデビュー。

## 作品

### アダルトビデオ
2005年
- AVヴァージン恥じらいFUCK 桃瀬ゆうな（11月11日、SexiA）
- 素直なHになりたくて… 桃瀬ゆうな（12月23日、SexiAが笠倉出版社に社名変更）

2006年
- フェチジェニック 粘着愛撫 桃瀬ゆうな（1月27日、笠倉出版社）
- ビージーン 桃瀬ゆうな（3月7日、桃太郎映像出版）
- ビージーン アウトテイクス（3月25日、桃太郎映像出版）
- モレスト悪戯 桃瀬ゆうな（4月19日、桃太郎映像出版）
- Wild Thing X 桃瀬ゆうな（5月19日、桃太郎映像出版）
- SOAP[高級ソープ] 桃瀬ゆうな（6月19日、桃太郎映像出版）
- 東京秘書 桃瀬ゆうな（7月19日、桃太郎映像出版）

2007年
- 史上最強デジ消し最終兵器!! -期待を裏切らない4時間スペシャル（8月7日、桃太郎映像出版）
- GOLDEN TICKET 6（10月19日、A-BOX）
- 流出AVアイドルシリーズ vol.09（12月19日、A-BOX）

2008年
- すべてまるごと見せます!超S級女優 5時間28分（6月7日、桃太郎映像出版）
- 超豪華SOAP 美人泡姫10人4時間DX（7月19日、桃太郎映像出版）

2009年
- 高級ソープ嬢18人（3月19日、桃太郎映像出版）
- 史上最強デジ消し最終兵器!! 完全版（6月7日、桃太郎映像出版）

2011年
- 新感覚 どスケベモザイク 桃瀬ゆうな 他 (7月7日、桃太郎映像出版)